# Gaetano
Gaetano ist ein italienischer männlicher Vorname.

## Etymologie
Der Name bedeutet „der aus Gaeta Stammende“; die lateinische Form ist Caietanus. Caieta, die Amme des Aeneas, war eine frühe Namensträgerin und mythische Namensgeberin Gaetas.

## Varianten
- Cajetan oder Kajetan (deutsch), Gaëtan oder Gaétan (französisch), Caetano, Cayetano (spanisch), Gaetanino, Tano
- Die weibliche Form des Namens lautet Gaetana.

## Namensträger

### Selige und Heilige
- Kajetan von Thiene (1480–1547), Mitbegründer des Theatinerordens
- Gaetano Catanoso (1879–1963), italienischer Priester und Ordensgründer

### Vorname
- Gaetano Alibrandi (1914–2003), römisch-katholischer Erzbischof und vatikanischer Diplomat
- Gaetano Andreozzi (1755–1826), italienischer Opernkomponist
- Gaetano Antoniazzi (1825–1897), italienischer Geigenbauer
- Gaetano Arfé (1925–2007), italienischer Politiker, Journalist und Historiker
- Gaetano Azzariti (1881–1961), italienischer Jurist und Politiker
- Gaetano Badalamenti (1923–2004), italienischer Mafioso
- Gaetano Bartolozzi (1757–1821), italienischer Kupferstecher, Kunsthändler und Kaufmann
- Gaetano Bedini (1806–1864), italienischer Kardinal und Diplomat des Heiligen Stuhles
- Gaetano Belloni (1892–1980), italienischer Radrennfahrer
- Gaetano Benedetti (1920–2013), italienischer Psychiater, Psychoanalytiker und Psychotherapeut
- Gaetano Berardi (* 1988), schweizerischer Fußballspieler
- Gaetano Berenstadt (1687–1734), deutschstämmiger Sänger (Altkastrat)
- Gaetano Berruto (* 1946), italienischer Sprachwissenschaftler und Hochschullehrer
- Gaetano Bisleti (1856–1937), Kurienkardinal der römisch-katholischen Kirche
- Gaetano Bresci (1869–1901), italienischer Attentäter
- Gaetano Castello (* 1957), italienischer römisch-katholischer Geistlicher und Weihbischof in Neapel
- Gaetano Castrovilli (* 1997), italienischer Fußballspieler
- Gaetano Chiaveri (1689–1770), italienischer Baumeister und Architekt
- Gaetano D’Agostino (* 1982), italienischer Fußballspieler
- Gaetano De Lai (1853–1928), Kurienkardinal der katholischen Kirche
- Gaetano Donini (1874–1926), Schweizer Agronom, Publizist und Politiker.
- Gaetano Donizetti (1797–1848), italienischer Komponist
- Gaetano Esposito (1858–1911), italienischer Genremaler, Freskant und Bildhauer
- Gaetano Fabiani (1841–1904), italienischer Komponist, Musiker und Kapellmeister
- Gaetano Filangieri (1752–1788), italienischer Jurist und Philosoph
- Gaetano „Tommy“ Gagliano (1884–1951), US-amerikanischer Mobster der La Cosa Nostra und Boss der Lucchese-Familie
- Gaetano Gandolfi (1734–1802), italienischer Maler und Kupferstecher des Rokoko
- Gaetano Giorgio Gemmellaro (1832–1904), italienischer Paläontologe und Geologe
- Gaetano Giardino (1864–1935), italienischer Marschall und Senator
- Gaetano Gioia (oder Gioja; 1764–1826), italienischer Tänzer und Choreograf
- Gaetano Greco (1657–1728), italienischer Musikpädagoge und Komponist der neapolitanischen Schule
- Gaetano Guadagni (1728–1792), italienischer Opernsänger (Altkastrat)
- Gaetano Koch (1849–1910), italienischer Architekt des Historismus
- Gaetano Lanfranchi (1901–1983), italienischer Bobfahrer
- Gaetano Latilla (1711–1788), italienischer Komponist der Neapolitanischen Schule
- Gaetano Manno (* 1982), deutsch-italienischer Fußballspieler
- Gaetano Manzoni (1871–1937), italienischer Diplomat und Politiker
- Gaetano Medini (1772–1857), italienischer Koch
- Gaetano Milanesi (1813–1895), italienischer Kunsthistoriker
- Gaetano Orlando (* 1962), italo-kanadischer Eishockeyspieler, -trainer und -scout
- Gaetano Pace Forno (1809–1874), maltesischer römisch-katholischer Geistlicher und Bischof von Malta
- Gaetano Perusini (1879–1915), italienischer Psychiater
- Gaetano Petrosemolo (* 1914; † unbekannt), italienischer Journalist und Filmregisseur
- Gaetano Porcasi (* 1965), italienischer Maler
- Gaetano Posterino (* 1974), italienischer Tänzer, Choreograf und Tanzregisseur
- Gaetano Preti (1891–1963), italienischer Turner
- Gaetano Previati (1852–1920), italienischer Maler
- Gaetano Pugnani (1731–1798), italienischer Violinist und Komponist
- Gaetano Quartararo (geb. vor 1950), italienischer Schauspieler und Filmregisseur
- Gaetano Roccaforte, italienischer Librettist und Dramatiker des 18. Jahrhunderts
- Gaetano Rossi (1774–1855), italienischer Schriftsteller und Textdichter
- Gaetano de Ruggiero (1816–1896), italienischer Kardinal
- Gaetano Sacchi (1824–1886), italienischer Rechtsanwalt, Politiker und Militär
- Gaetano Salvemini (1873–1957), italienischer Politiker, Historiker und Publizist
- Gaetano Sciolari (1927–1994), italienischer Industriedesigner
- Gaetano Maria Schiassi (1698–1754), italienischer Komponist und Violinist
- Gaetano Scirea (1953–1989), italienischer Fußballspieler
- Gaetano Trovato (* 1960), italienischer Koch
- Gaetano Vacani, auch Gaetano Vaccani (1763–1844), ein italienischer Dekorations- und Ornamentmaler
- Gaetano Vestris (1729–1808), italienischer Tänzer
- Gaetano Zumbo (1656–1701), italienischer Wachsbild-Künstler

### Familienname
- Gianluca Gaetano (* 2000), italienischer Fußballspieler
- Juan Gaetano (16. Jahrhundert), italienischer Seefahrer und Entdecker
- Rino Gaetano (1950–1981), italienischer Liedermacher
- Vincent De Gaetano (* 1952), maltesischer Jurist und Richter am Europäischen Gerichtshof für Menschenrechte

### Beiname
- Scipione Pulzone, genannt Il Gaetano, (1550–1598), italienischer Maler